# Леван III Дадиани
Леван III Дадиани (груз. ლევან III დადიანი; ум. 1680) — владетельный князь (мтавар) Мегрелии (1660/1—1680). Сын Иессе (Иосифа) — сына мтавара Манучара I Дадиани. От рождения носил имя Шамадавле (შამადავლე).
Был возведён на мегрельский престол царём Картли Вахтангом V после изгнания и смерти предыдущего владетеля — Вамика III (двоюродного дяди Шамадавле). Принял имя своего дяди Левана II и женился на Тамар (Тамаре), племяннице Вахтанга V (дочери его брата Константина).

## Войны
После воцарения в Имерети царя Баграта V Леван не признал его царём и пошёл на него в поход. Баграт атаковал войска Дадиани и разбил их, Леван оказал в плену. Царь Имерети заставил Левана развестись с женой Тамар, сам женился на ней, отпустив от себя её сестру Титию (также дочь Константина Мухранбатони), ещё не обвенчанную. Взамен он около 1663 года дал Левану в жёны свою сестру Тинатин — дочь Александра III Имеретинского и бывшую жену некого Гошадзе («которого сам Леван обвинял в блуде со своей дочерью») — и отпустил Левана в Мегрелию.
В 1669 году Сехния Чхеидзе собрал имеров, объединился с Леваном и пошёл на царя Баграта. Тот собрал войско в Рача-Лечхуми и Окриба, и под Чхари произошла кровопролитная битва: Чхеидзе был разбит и погиб, Леван бежал в Мегрелию, а Баграт занял большую часть Имерети.
Однако Леван не оставил попыток отомстить царю за утрату жены («которая была прекрасной и возвышенной красоты»). В 1671 году он во главе сильного войска пришёл в Имеретию, где к нему примкнули многие имеры. Царь Баграт ушёл в Рачу, а войска Левана встали в Гегути и грабили Имерети. Тогда царь Баграт собрал воинов из Рача-Лечхуми и некоторых имеров, спустился в Имерети, сразился с Леваном в Гегути, разбил его, перебил многих его воинов, а бежавшего Левана схватили и привели к царю Баграту, который заставил мятежного мтавара поклясться в верности и отпустил («ибо был тот женат на сестре Баграта»).
Царь Вахтанг V, женатый на тётке Левана Мариам Дадиани, пожелал укрепить родство с мтаваром Мегрелии. Для этого он предложил выдать свою внучку Дареджан (дочь Арчила) за сына Левана — Манучара. Леван дал согласие и отправил Манучара в Картли, где детей поженили («хотя им было по 7 лет»). Придя к выводу, что это не к добру для него, царь Баграт сообщил слугам юного Манучара, что якобы царь Вахтанг планирует отослать Манучара к шаху пленником. Те испугались и, выкрав мальчика, доставили к отцу.
В 1678 году в Имерети воцарился сын Вахтанга V Арчил, а Баграт бежал, оставив жену в одной из крепостей. Арчил возвратил свою двоюродную сестру — Тамар — Левану (на которой тот повторно женился) и, призвав своего зятя Манучара, держал его при себе. После возвращения Баграта в 1679 году на имеретинский престол, он отправился в Мегрелию, разбил Левана, отнял у него Тамар и опять женился на ней. Тогда Леван помирился с Георгием Гуриели, мтаваром Гурии, и, отдав ему в заложники сына Манучара, с помощью Гуриели вернул Мегрелию.
На следующий год Леван III Дадиани умер. Вскоре после этого Гуриели убил Манучара.
Именно Леван возвысил азнаура Кацию Чиковани — родоначальника будущей новой династии правителей Мегрелии, — пожаловав ему Лечхуми и Салипартиано и выдав за него свою дочь Мзехатун.

## Дети
Единственным законным ребёнком Левана III был сын Манучар (ок. 1665 — ок. 1680).
Также у Левана было двое внебрачных детей:
- дочь Мзехатун, ставшая женой лечухмбатони Кации (Чиковани), и
- сын Леван IV, наследовавший отцу.